# Kaak Malih
Les kaak malih ou kaak maleh sont des biscuits secs et salés originaire de Libye. Les kaak malih constituent l'accompagnement typique du café arabe épais. Néanmoins, ils sont aussi servis avec du thé. La pâte qui fait les kaak malih est pour la plupart du temps découpée en formes d'anneaux et souvent décorée de graines de sésame avant d'être cuite.  Mais parfois, on peut en voir torsadés,,,.

## Composition
Pour faire les kaak maleh, il faut de la farine de blé, de la levure chimique, de l'huile, du beurre, du lait et de sel,